# R-410A
R-410A，商品名为Puron、EcoFluor R410、极冷致R410A与AZ-20，是一种由二氟甲烷（R-32）和五氟乙烷（R-125）混合而成的近共沸制冷剂，在空调系统中使用。
与卤代烷制冷剂相比，R-410A对臭氧层无害，所以逐渐地替代了R-22等对臭氧层有危害的制冷剂。不过它的全球暖化潜势（GWP）很高，是二氧化碳的1725倍，与R-22相近。
R-410A最初由联信（已与霍尼韦尔合并）于1991年所开发。虽然全球其他厂商也在生产销售R-410A，但霍尼韦尔的产销量仍处于领先地位。开利公司（Carrier Corporation）、艾默生环境优化技术公司（Emerson Climate Technologies）、谷轮涡旋式压缩机（Copeland Scroll Compressors，艾默生电气公司所有）与联信（AlliedSignal）的合作使得R-410A成功地商业化并用于空调系统之中。开利公司是最早（1996年）开始生产基于R-410A的住宅空调的企业，并拥有“Puron”这一商标。 

## 物理性质
R-410A的主要物理性质为：
| 性质                                | 数值                  |
| ----------------------------------- | --------------------- |
| 化学式                              | 50% CH2F2/50% CHF2CF3 |
| 分子量 (Da)                         | 72.6                  |
| 熔点 (°C)                           | -155                  |
| 沸点 (°C)                           | -48.5                 |
| 液态密度 (30°C), kg/m3              | 1040                  |
| 气态密度 (30°C)，空气=1             | 3.0                   |
| 气压，21.1°C (MPa)                  | 1.383                 |
| 临界温度 (°C)                       | 72.8                  |
| 临界压力 (MPa)                      | 4.86                  |
| 气体热容，1 atm, 30°C (kJ/(kg·°C))  | 0.82                  |
| 液体热容，1 atm, 30°C, (kJ/(kg·°C)) | 1.8                   |